# 高碑店站 (北京市)

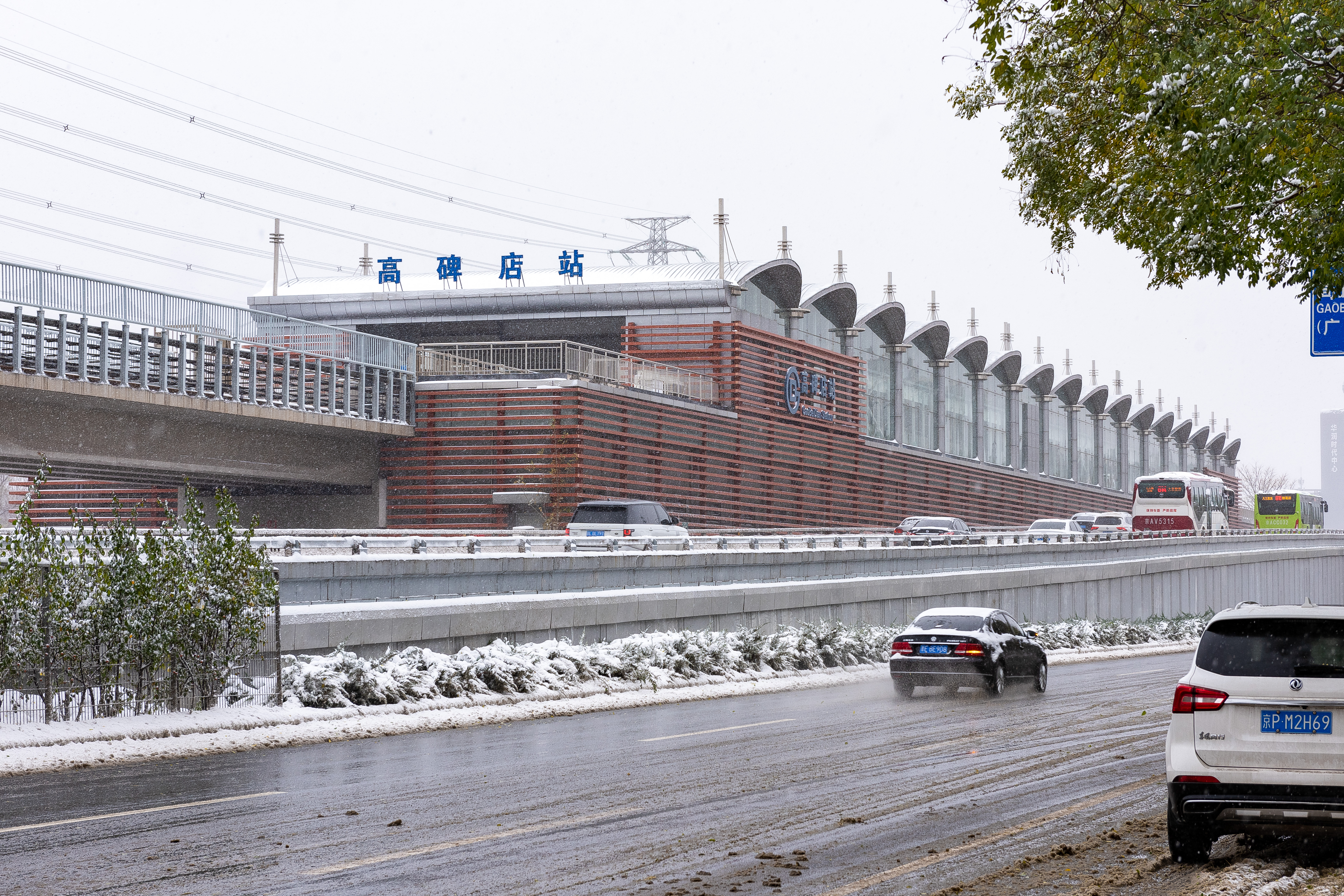
高碑店站外观
（2021年11月摄）

高碑店站是一个位于中国北京市朝阳区高碑店地区建国路、京通快速路中央，兴隆公园南側，属于北京地铁八通线的地铁车站。

## 位置
这个站位于京通快速路。

## 车站结构

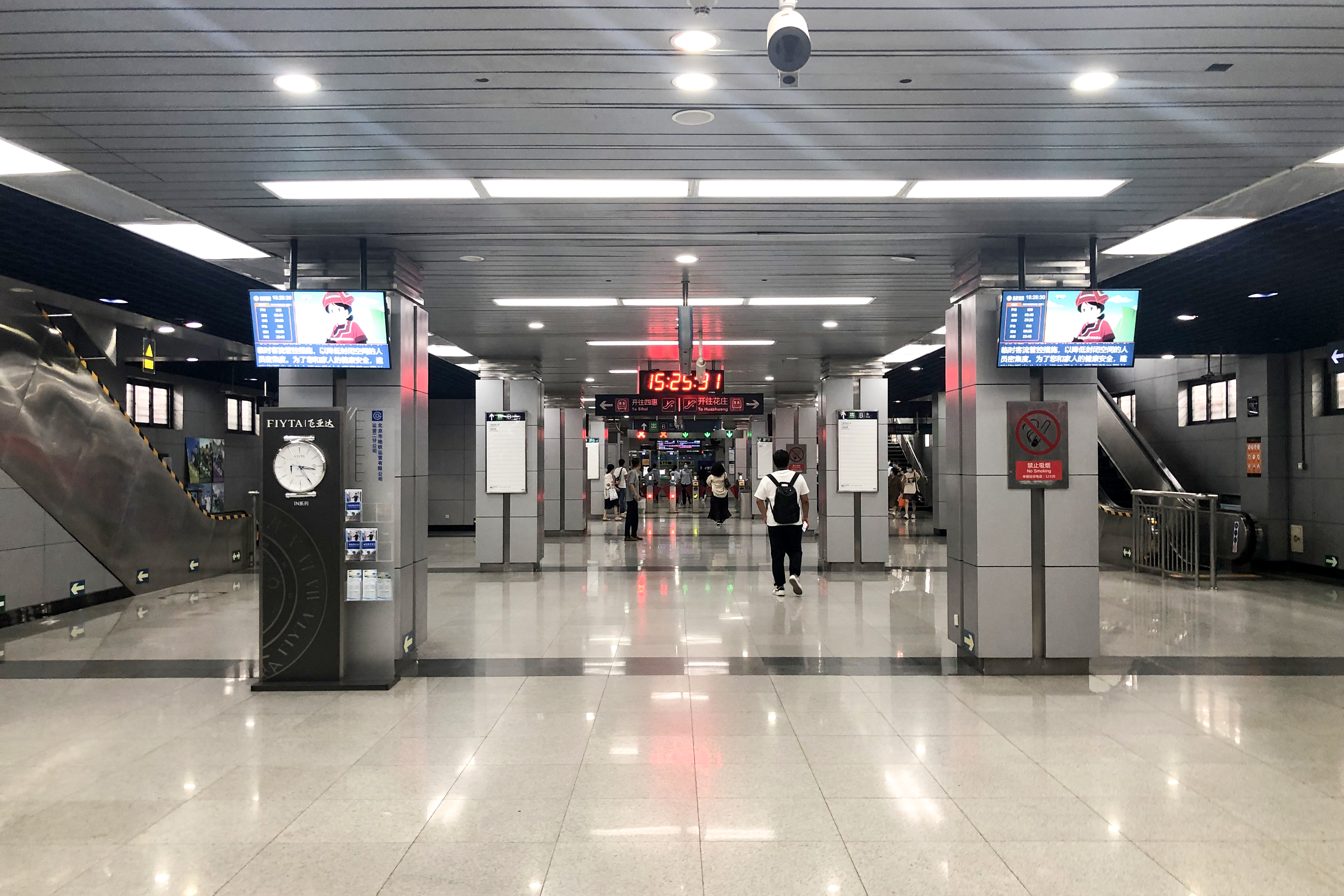
站厅
（2021年8月摄）

### 车站楼层

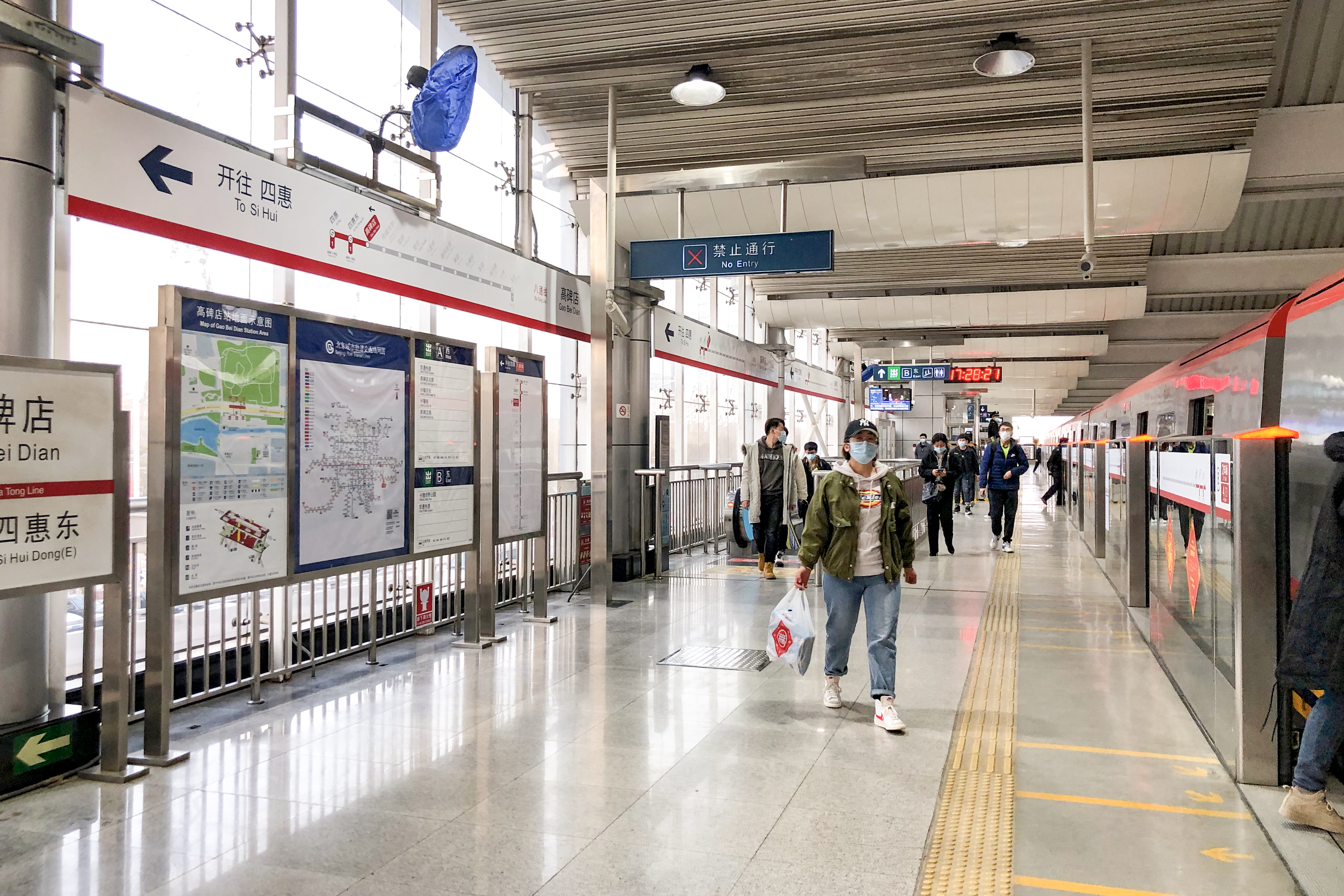
西行站台
（2021年2月摄）

| 地上二层 站台层 | 侧式站台，右側開门                | 侧式站台，右側開门               |
| 地上二层 站台层 | █ 八通线往古城（1号线）（四惠东） |                                  |
| 地上二层 站台层 | █ 八通线往环球度假区（传媒大学）  |                                  |
| 地上二层 站台层 | 侧式站台，右側開门                |                                  |
| 地上一层 站厅层 | 站厅                              | 客务中心、自动售票机、进出站闸机 |
| 地下一层        | 出入口                            |                                  |

## 出入口
这个地铁站一共有6个出口，其中位于西侧地下通道内的A口设四个分支出入口，东侧地下通道内的B口设两个分支出入口。
|                               |                |                  |      |            |
| 编号                          | 指示           | 建议前往的目的地 | 照片 | 无障碍设施 |
| 出口 · A · 1                  | 建国路（北侧） | 兴隆街、兴隆西街 |      | 不適用     |
| 出口 · A · 2                  | 建国路（北侧） |                  |      | 不適用     |
| 出口 · A · 3                  | 建国路（南侧） | 高碑店路         |      | 不適用     |
| 出口 · A · 4                  | 建国路（南侧） |                  |      | 不適用     |
| 出口 · B · 1 · 轮椅升降台标志 | 建国路（北侧） | 兴隆郊野公园     |      |            |
| 出口 · B · 2 · 轮椅升降台标志 | 建国路（南侧） |                  |      |            |
| 註： 設有輪椅升降台           |                |                  |      |            |